# Pri Cerkvi-Struge
Pri Cerkvi - Struge este o localitate din comuna Dobrepolje, Slovenia.